# Faith Evans
Faith Evans, (Lakeland, 1973. június 10. –) amerikai énekesnő, színésznő, dalszerző. Grammy-díjas amerikai énekesnő, dalszerző. Közel 8 millió albumot, kislemezt adott el világszerte.

## Pályafutása
Faith Evans New Jersey-ben nőtt fel. 1991-ben Los Angelesbe költözött. Evans kezdetben olyan R&B énekesek vokalistájaként lépett fel, mint Al B. Sure! és Christopher Williams. Húszéves korában, 1994-ben szerződött a Bad Boy Recordshoz, mint a kiadó első női előadója.
A Color Me Baddnél lett vokálénekes Mary J. Blige mögött, majd partkerénekes a „My Life”-on (1994). Ugyanebben az évben feleségül ment a The Notorious B.I.G. rapperéhez. Született egy fiuk, Christopher Wallace Jr., (alias Little Biggie).
1997-ben férjét meggyilkolták. Emlékére Sean Combs-szal elénekelte a villámgyorsan terjedő „I'll Be Missing You” című dalt − ami a The Police „Every Breath You Take” című dalának lazán átdolgozott változata.
2013. augusztus 6-án Evans bejelentette, hogy megkezdte a nyolcadik albumán, az „Incomparable”-on való munkát. Az album 2014-ben jelent meg. 2017-ben adta ki a „The King & I” című albumot, amelyen elhunyt férjével készült duettek szerepelnek.

## Albumok
- Faith (1995)
- Keep the Faith (1998)
- Faithfully (2001)
- The First Lady (2005)
- A Faithful Christmas (2005)
- Something About Faith (2010)
- Incomparable (2014)
- The King & I (with The Notorious B.I.G.; 2017)

### Turnék
- Keep the Faith Tour (1999)
- The First Lady Tour (2005)
- Something About Faith Tour (2010–11)
- An Evening with Faith (2012)
- Faith Evans Live (2013)
- Bad Boy Family Reunion Tour (2016–17)

## Filmek
- 2000: Turn It Up
- 2003: The Fighting Temptations
- 2009: Notorious
- 2011: Soul Kittens Cabaret
- 2020: True to the Game 2: Gena's Story

## Tévé
- 2012: R&B Divas: Atlanta (Executive Producer & Main Cast)
- 2013: R&B Divas: Los Angeles (Executive Producer)
- 2015: Real Husbands of Hollywood (Guest Star)
- 2015: 2016—19 Love & Hip Hop: Atlanta (Guest Star & Main Cast)
- 2016: Stevie J & Joseline: Go Hollywood (Guest Star)
- 2016: RuPaul's Drag Race (Guest Judge, RuCo's Empire)
- 2018: Luke Cage (Énekes a klubban)
- 2021: The Masked Singer (Önmaga)

## Díjak
- 1998: Grammy-díj − „I'll Be Missing You” (Best Rap Performance) + 7 Grammy jelölés

## Könyv
2009-ben kiadta könyvét „Keep the Faith: A Memoir” címmel. A könyv az énekesnő életének hullámvölgyeit mutatja be, és a könyv fényt derít Evans férjével, Notorious B.I.G.-vel való ellentmondásos kapcsolatára is.